# チーグラー極地遠征

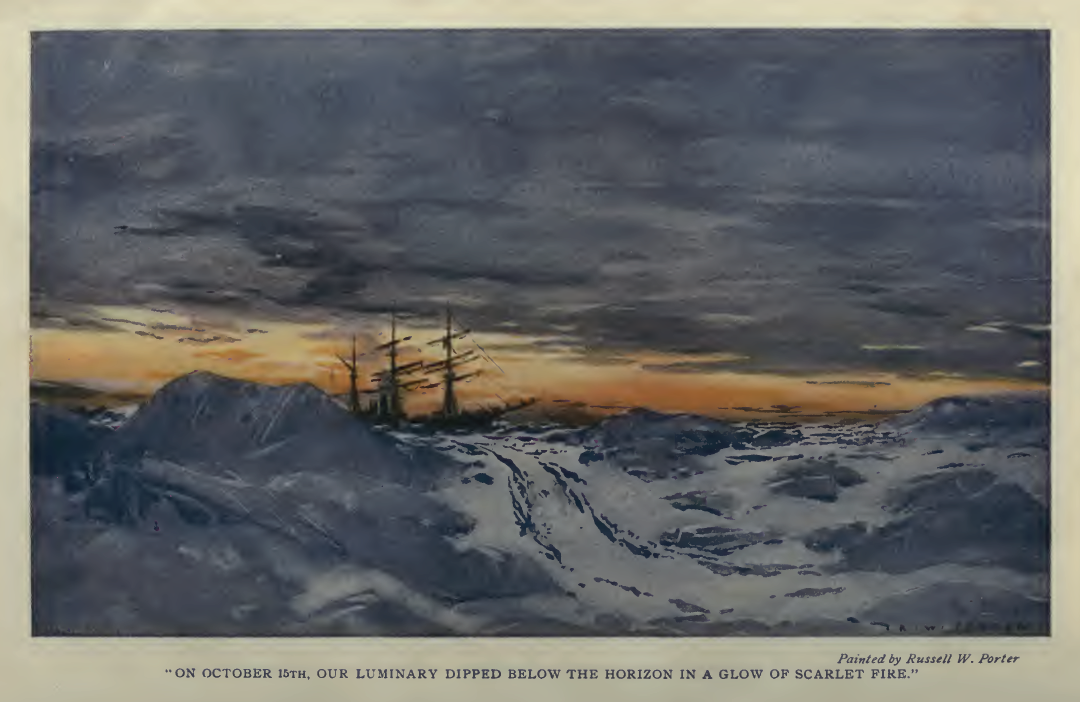
チーグラー遠征隊

チーグラー極地遠征は、1903年から1905年に北極点を目指して失敗した探検である。パーティは救出されるまで2年間も北極圏で足止めされていたが、1名を除きメンバーは生存して帰還した。ウィリアム・チーグラーが資金援助してアンソニー・フィアラに率いられた遠征隊は、1903年6月14日にノルウェーのトロムソを出発した。最初の冬の間にフランツ・ヨーゼフ諸島の北端ルドルフ島のテプリッツ湾で食糧や石炭を補給した。

## 計画
1901年の北極遠征に資金提供をしたチーグラーは、前回の遠征でカメラマンを務めたアンソニー・フィアラを今回の遠征の隊長に選んだ。フィアラは8頭の犬と乗組員の食糧は 1,100ポンドと計算していたが、そりの最大積載量は 600ポンドだった。そのため、ポニーを連れて行き、必需品が減った後は犬に馬肉を食べさせる予定だった。

## 孤立と救出

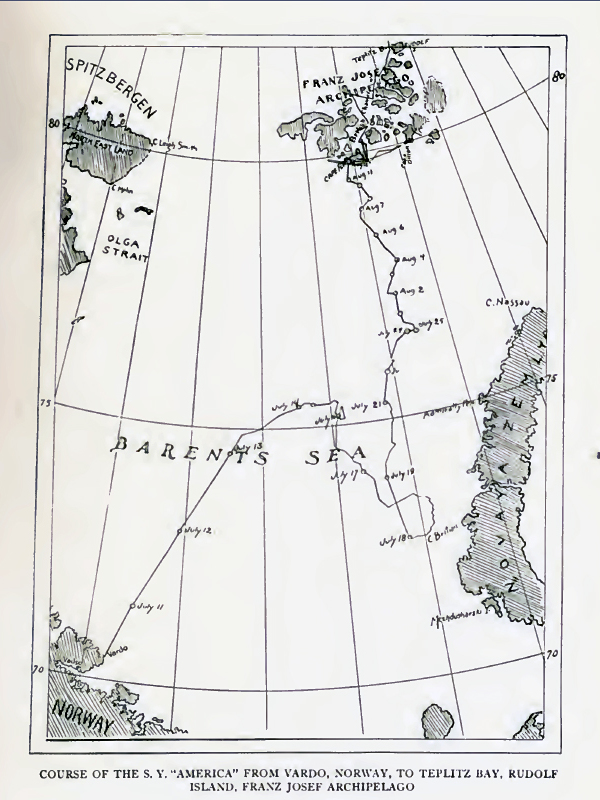
遠征隊のコース（1903年）

1903年11月、激しく天候が荒れ、船がバラバラになってしまい、食糧と石炭のほとんどを失った。わずかの残骸は、嵐の後の1904年1月にすべてなくなった。
翌春、東西両方から北極点を目指したが、状況はあまりにも厳しく、雪解け水は探検に困難をもたらせた。石炭は不足したため、チーグラー隊は南に向かってノルトブルク島のフローラ岬・ディリオン岬・ジーグラー岬で石炭を発見した。副隊長のウィリアム・ピータースは、この時にクルーを導いて調査したが、結果は地図と海図の改善で終わってしまった。
隊長はメンバーを高揚するのに苦労しながらも、救助船が送られることを知っていたため遠征隊は期待して待っていた。
ウィリアム・S・チャンプ率いる救助隊は、氷の状態だったころの氷原を進んでいった。7月24日に分厚い流氷に遭遇し、目的地に到着できるか疑わしくなった。しかし、7月28日にノルトブルク島のディリオン岬に到着し、遠征隊の隊員6人を発見した。さらにフローラ岬で隊員を発見した後、救助隊はディリオン岬に戻ってそり隊を組織して帰還した。